# Franz Schuster (Architekt)
Franz Schuster (* 26. Dezember 1892 in Wien, Österreich-Ungarn; † 24. Juli 1972) war ein österreichischer Architekt und Möbeldesigner. Als sozial engagierter Architekt gehört er zu den Protagonisten des „Neuen Bauens“. Nach ihm ist der Schustertyp benannt, eine mehrgeschoßige Bauform von Schulgebäuden, bei der jeder Klassenraum zweiseitig belichtet wird.

## Leben

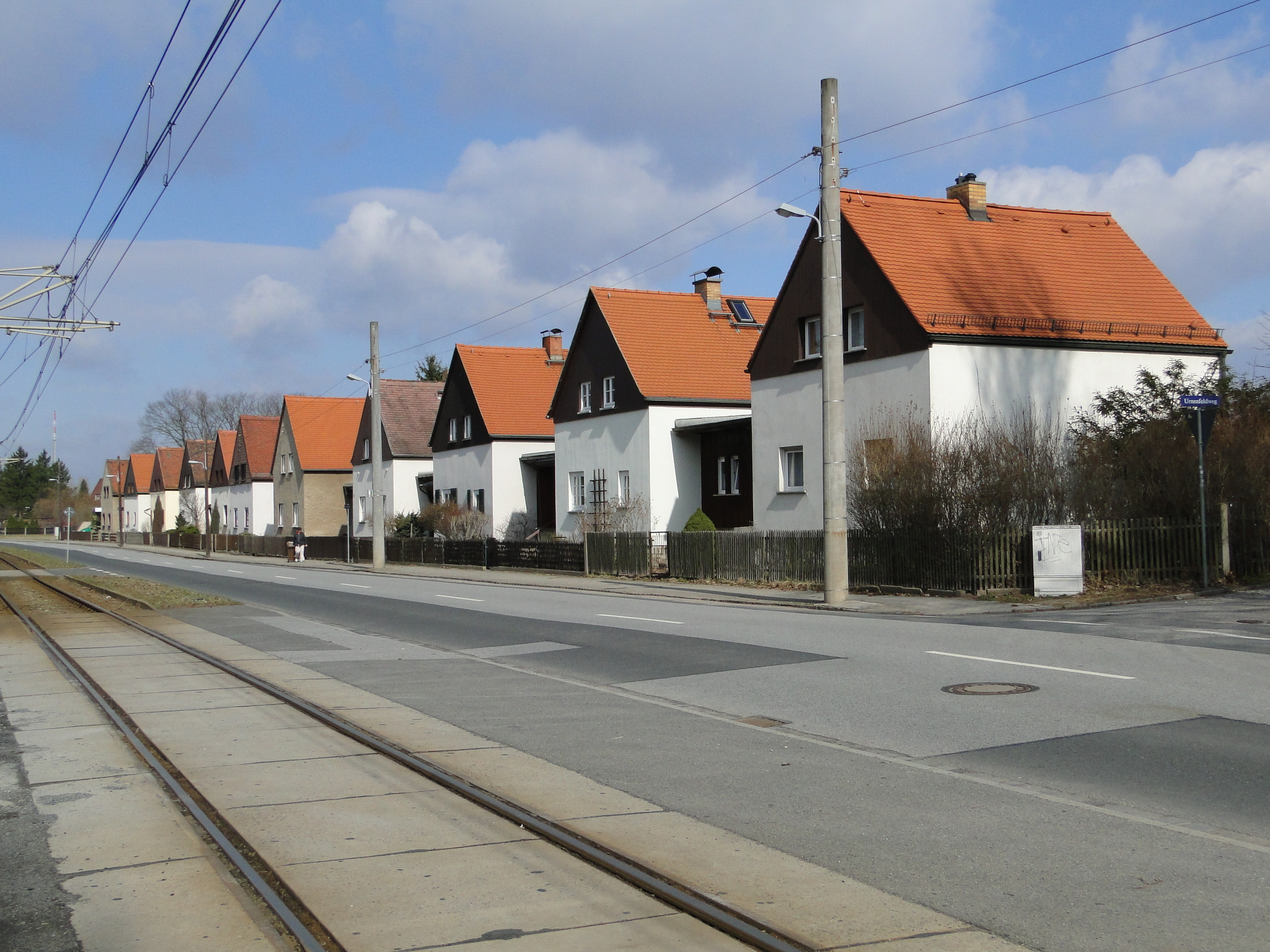
Gartenstadt Hellerau

Schuster studierte an der Wiener Kunstgewerbeschule zunächst bei Oskar Strnad, dann bei Heinrich Tessenow und graduierte 1919. Er wurde später Tessenows Assistent und übersiedelte 1919 an die Handwerkergemeinde in Dresden-Hellerau. Er arbeitete anschließend für Tessenow an der Siedlung in Pößneck (1920–1921) und der Gartenstadt Hellerau (1921–1922). Seit 1922 war er selbstständiger Architekt in Hellerau.
Von 1923 bis 1925 war er Chefarchitekt des Österreichischen Verbands für Siedlungs- und Kleingartenwesen in Wien.
Stark beeinflusst durch Tessenow entwarf er 1924 zusammen mit Franz Schacherl die Schutzbund-Siedlung in Knittelfeld (Steiermark). Die Eigenheimkolonie Am Wasserturm in Wien entstand 1923–1924 im so genannten Heimatstil, mit 190 kleinen zweigeschoßigen Häusern verschiedener Haustypen mit bis ins kleinste Detail durchdachten Wohnabläufen. Da er selbst in der Siedlung lebte, entwarf er auch für kleine Häuser passende Möbel.
Ab 1925 begann seine selbstständige Tätigkeit und die Zusammenarbeit mit Franz Schacherl für das Siedlungsamt der Gemeinde Wien. Sie entwarfen 1929–1931 einen Montessori-Kindergarten, mit kubenförmigen Klassenzimmern, die an einen zentralen Raum angegliedert wurden. Für das kommunale Wohnbauprogramm des „Roten Wien“ entstand 1926–1927 der Karl-Volkert-Hof, ein Gemeindebau mit zwei Innenhöfen und 233 Wohnungen.
Ebenfalls mit Schacherl gründete er die Architekturzeitschrift Der Aufbau – Österreichische Monatshefte für Siedlung und Städtebau, die einen Impuls in Richtung Gartenstadt geben wollte.
1925–1927 war Schuster Lehrer an der keramischen Fachschule Wienerberg und von 1926 bis 1927 Lehrer für Baukonstruktion an der Wiener Kunstgewerbeschule.

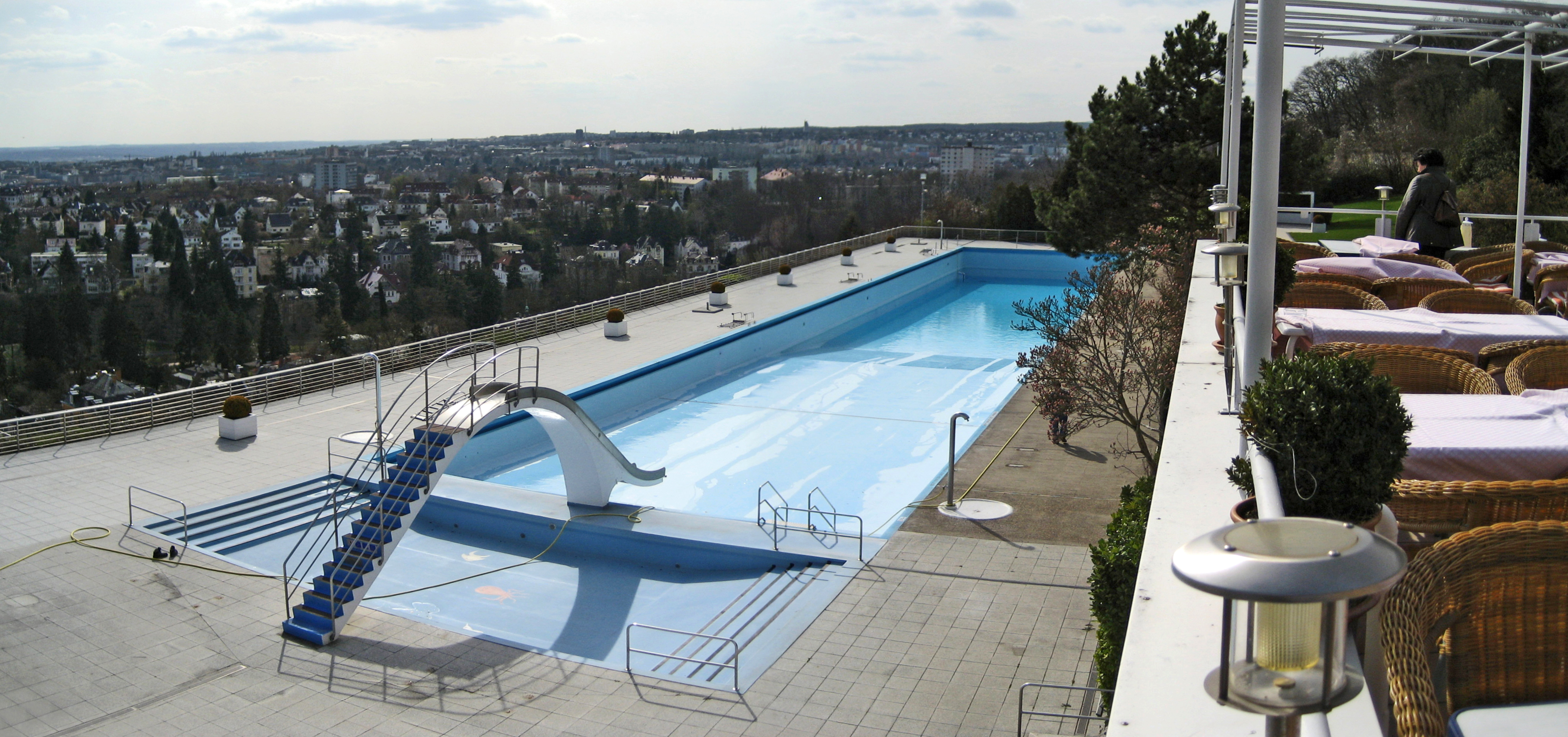
Opelbad

1927 siedelte Schuster nach Frankfurt am Main über, wo er bis 1936 als freischaffender Architekt arbeitete. Von 1928 bis 1933 war er an der Städelschule Leiter der Fachklasse für Wohnungswesen und Innenausstattung und zwischen 1933 und 1936 Generalsekretär des Internationalen Verbandes für Wohnungswesen in Frankfurt. 1927–1931 arbeitete er am neuen Frankfurt unter Ernst May, wo er an der Ausführungsplanung der Siedlung Römerstadt und der Siedlung Westhausen in beteiligt war. Dabei entstand nach seinen Plänen die Volksschule Niederursel (heute Heinrich-Kromer-Schule) in Frankfurt am Main, die als Urtyp des nach ihm benannten Schustertyps gilt. Für das „Frankfurter Register“ entwarf er auch Möbel. 1933/1934 plante er zusammen mit dem Architekten Edmund Fabry und dem Gartenbauarchitekten Wilhelm Hirsch das Opelbad in Wiesbaden, das terrassenartig auf einem nach Süden abfallenden Hang liegt und, ebenso wie die Frankfurter Siedlungsprojekte, der Formensprache des „Neuen Bauens“ folgt.
1933 kehrte Schuster nach Wien zurück. 1937 wurde er Leiter der Fachklasse für Architektur an der Hochschule für angewandte Kunst in Wien. Nach dem Anschluss entwarf Schuster Pläne für ein riesiges Wiener Parteiforum nach dem Vorbild des Reichsparteitagsgeländes in Nürnberg, für dessen Errichtung große Teile des damals hauptsächlich von Juden bewohnten Zweiten Bezirks Leopoldstadt hätten abgerissen werden müssen. Schuster blieb allerdings auch nach 1945 prominent und wurde 1950 an der Hochschule für angewandte Kunst zum Professor berufen. Von 1952 bis 1957 war er Leiter der Forschungsstelle der Stadt Wien für Wohnen und Bauen.
Im Jahr 2003 wurde in Wien-Donaustadt (22. Bezirk) die Franz-Schuster-Gasse nach ihm benannt.

## Werk

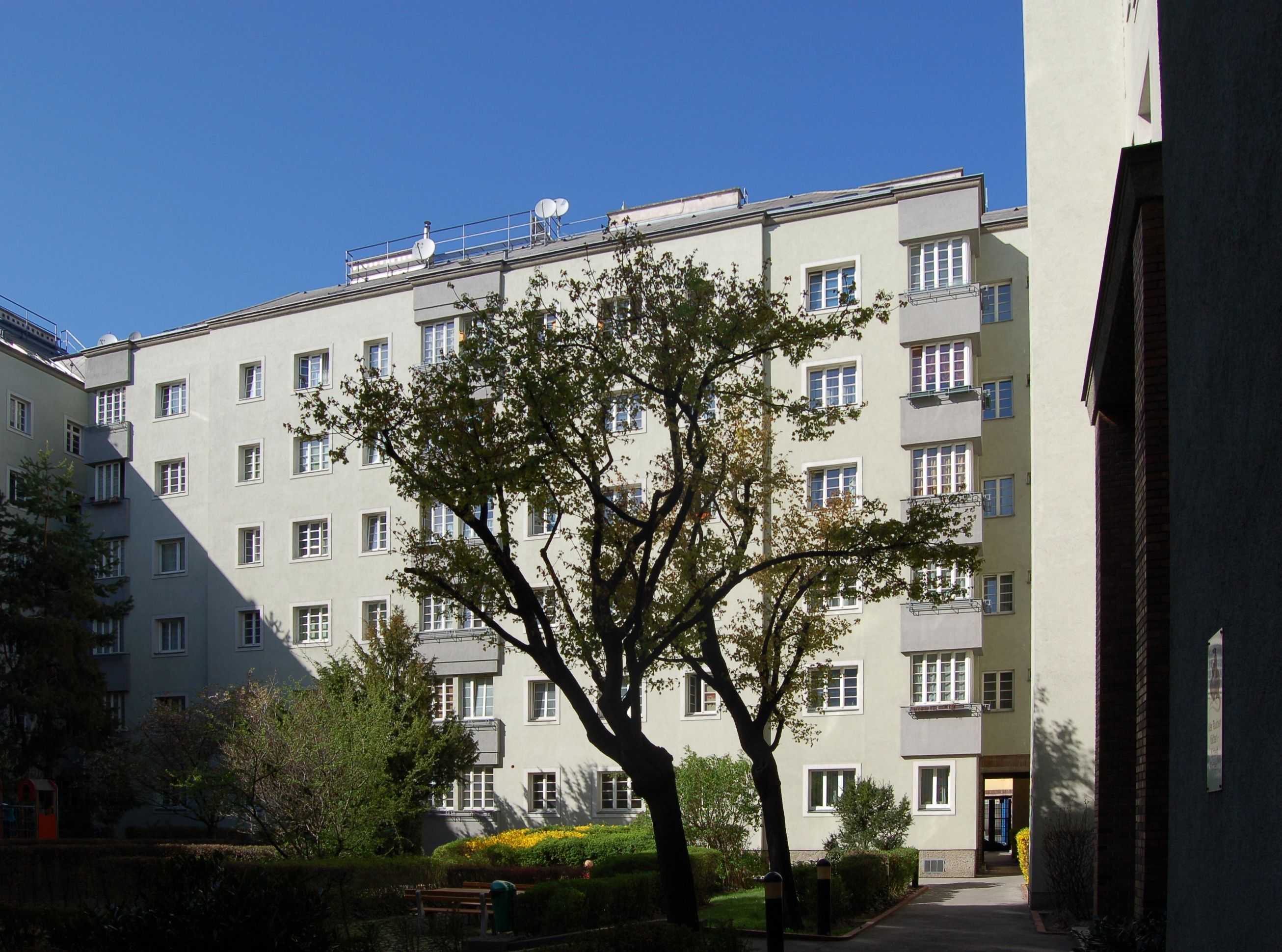
Karl-Volkert-Hof

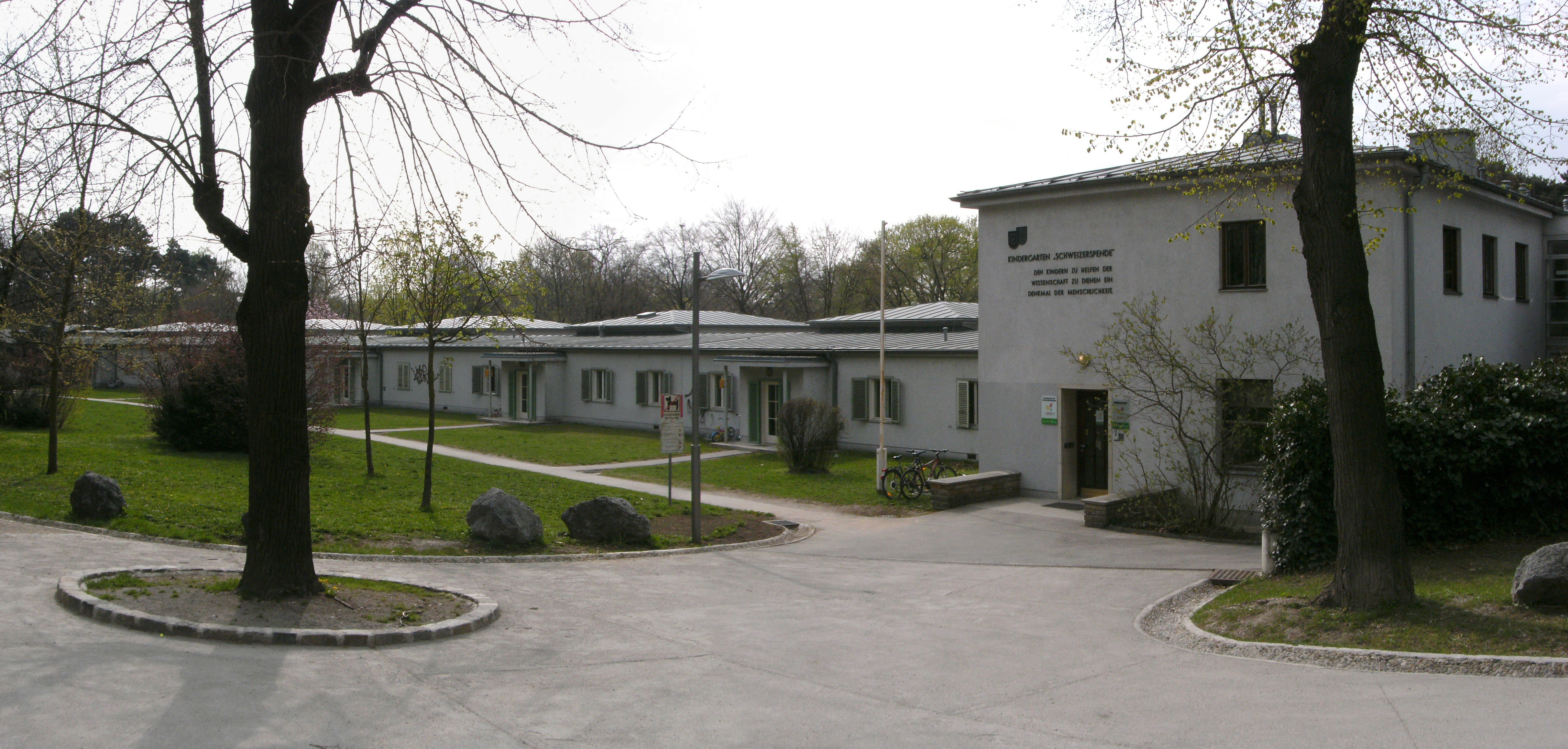
Sonderkindergarten Schweizer Spende

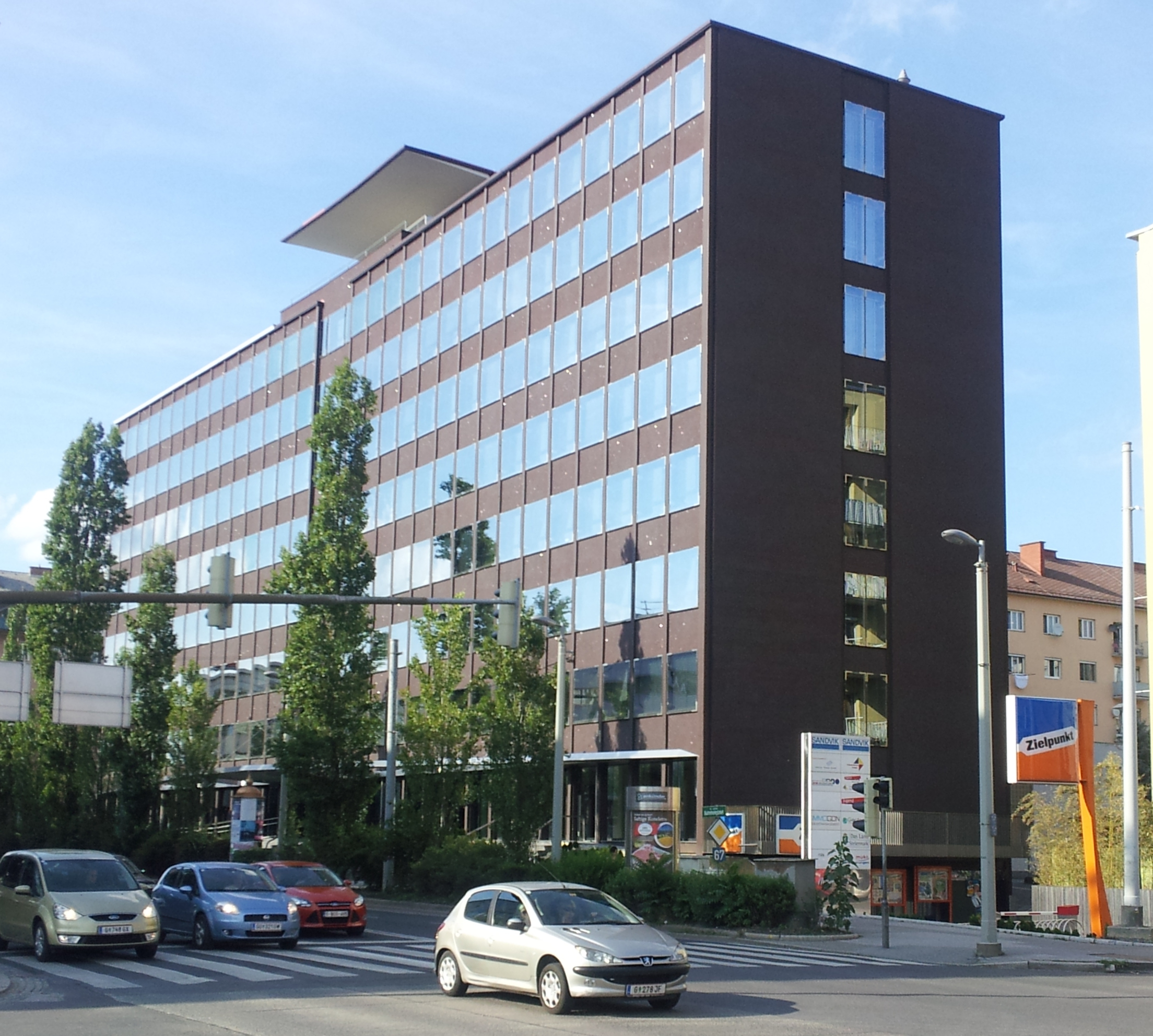
Pensionsversicherungsanstalt Graz

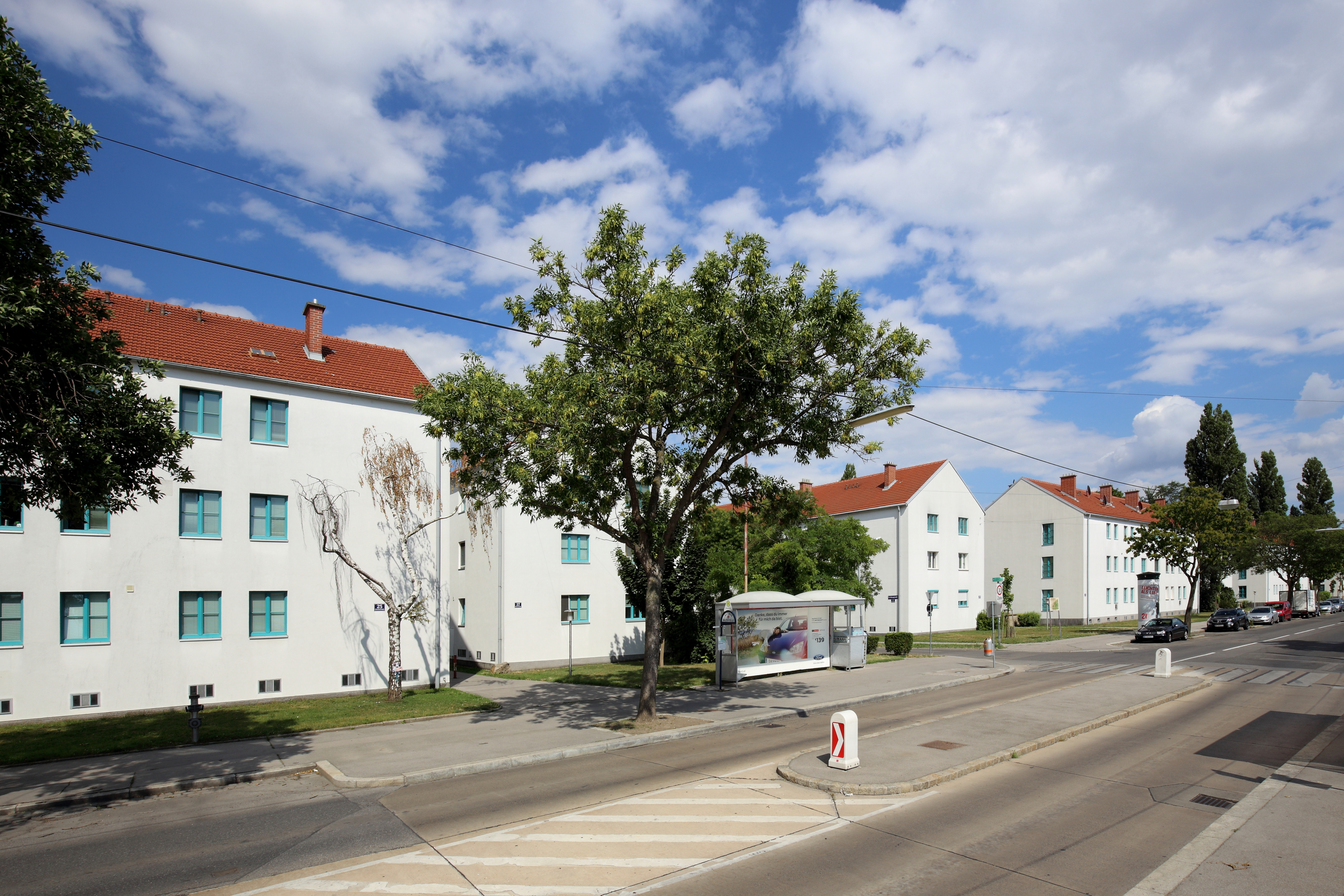
Wohnhausanlage Siemensstraße 21–55 (1950–1954)

- 1920–1921: Siedlung Am Gruneberg in Pößneck (als Assistent Tessenows)
- 1921–1922: Gartenstadt Hellerau (als Assistent Tessenows)
- 1921: Siedlung Südost, Wien 10, (mit Franz Schacherl)
- 1921: Kriegerheimstätte Hirschstetten, Wien 22 (mit Georg Karau, Adolf Loos, Franz Schacherl)
- 1923–1924: Siedlung Am Wasserturm, Wien 10 (mit Franz Schacherl)
- 1924: Schutzbundsiedlung, Knittelfeld (mit Franz Schacherl)
- 1924: Winarskyhof bzw. Otto-Haas-Hof, Wien 20 (mit Josef Hoffmann, Josef Frank, Oskar Strnad, Oskar Wlach, Adolf Loos, Margarete Schütte-Lihotzky, Karl Dirnhuber, Peter Behrens)
- 1924–1926: Siedlung Neustraßäcker, Wien 22 (mit Franz Schacherl)[2]
- 1926–1927: Wohnhausanlage der Gemeinde Wien Karl-Volkert-Hof, Wien 16 (mit Franz Schacherl)
- 1927–1929: Siedlung Römerstadt, Frankfurt am Main (Ausführungsplanung bei Ernst May)
- 1929–1931: Siedlung Westhausen, Frankfurt am Main (Ausführungsplanung bei Ernst May)
- 1929–1931: Montessori-Kindergarten, Wien 1, Rudolfsplatz
- 1930–1931: Friedrich Ebert-Siedlung, Frankfurt am Main, 2. und 3. Bauabschnitt (mit Franz Roeckle)
- Gemeindebau, Linke Wienzeile, Wien
- 1933–1934: Opelbad, Wiesbaden (mit Edmund Fabry und W. Hirsch)
- 1947–1951: Per-Albin-Hansson-Siedlung – West, Wien 10, (mit Max Fellerer, F. Pangratz, S. Simony und Eugen Wörle, Weiterbau 1954–1955)
- 1948–1949: Sonderkindergarten Schweizer Spende, Wien 14
- 1950–1954: Franz-Schuster-Wohnsiedlung (Siedlung Siemensstraße), Wien 21
- 1951–1957: Wohnhausanlage Am Schöpfwerk und Heimstätten für alte Menschen, Wien 12
- 1955–1957: Pensionsversicherungsanstalt, Wien 9
- 1957: Interbau-Bauteil, sog. Zeilen-Hochhaus (dreigeschoßiges Wohnhaus), Hanseatenweg, Berlin-Hansaviertel (Tiergarten)
- 1963–1966: Pensionsversicherungsanstalt Graz

## Auszeichnungen
- 1951: Preis der Stadt Wien für Architektur
- 1963: Heinrich-Tessenow-Medaille
- 1966: Ehrenplakette der Stadt Frankfurt am Main
- 1967: Großer Österreichischer Staatspreis für Architektur

## Veröffentlichungen (Auswahl)
- Proletarische Kulturhäuser. Verlag d. Arbeiter- u. Abstinentenbundes, Wien 1926. ÖNB
- Eine eingerichtete Kleinstwohnung. Englert und Schlosser, Frankfurt [am Main] 1927. OBVSG
- Ein eingerichtetes Siedlungshaus. Englert und Schlosser, Frankfurt [am Main] 1928. OBVSG
- Ein Möbelbuch – ein Beitrag zum Problem des zeitgemäßen Möbels; mit 167 Abb. Englert und Schlosser, Frankfurt am Main 1929. OBVSG
- Der Bau von Kleinwohnungen mit tragbaren Mieten. Verlag d. Internat. Verbandes f. Wohnungswesen, Frankfurt am Main 1931. OBVSG
- Der Stil unserer Zeit. Die fünf Formen des Gestaltens der äußeren Welt des Menschen. Ein Beitrag zum kulturellen Wiederaufbau, Schroll, Wien 1948. OBVSG
- Grundlagen des Treppenbaus. Entwurf, Konstruktion und Gestaltung; mit 125 Rissen und Schnitten und 36 Lichtbildern. Julius Hoffmann, Stuttgart 1948. OBVSG
- Balkone. Balkone, Laubengänge und Terrassen aus aller Welt; mit 137 Lichtbildern und 105 Konstruktionsblättern. Hoffmann, Stuttgart 1962. OBVSG